# Vignoble de Moselle (Allemagne)
Pour les articles homonymes, voir Vin de Moselle.

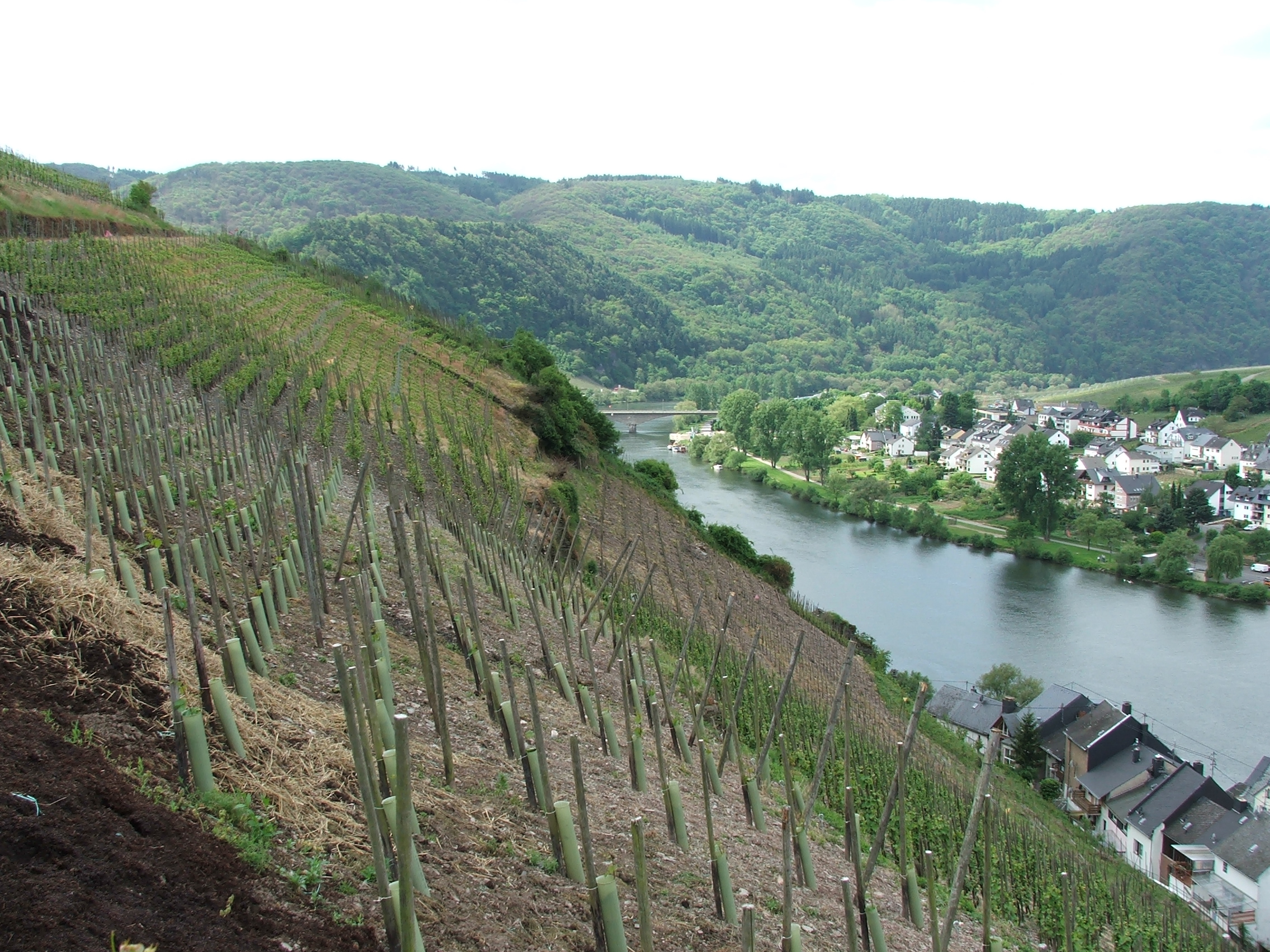
Pentes abruptes au-dessus de la Moselle.

Le vignoble de Moselle est l'une des 13 régions viticoles allemandes (Weinbaugebiete) d'appellation d'origine contrôlée (Qualitätswein, anciennement QbA, et Prädikatswein). La région couvre les vallées de la Moselle, de la Sarre et de la Ruwer depuis l'embouchure de la Moselle à Coblence et en amont jusqu'aux environs de Trèves dans le Land de Rhénanie-Palatinat. Avant le 1er août 2007, la région s'appelait « Moselle-Sarre-Ruwer », mais elle a changé pour un nom considéré comme plus convivial. Les villes constituant la région sont Sarrebourg, Konz, Trèves, Schweich, Bernkastel-Kues, Traben-Trarbach, Zell, Cochem et Coblence. Les plus grands vignobles sont Piesport, Zell, Leiwen, Konzer Tälchen, Neumagen-Dhron, Mehring, Bernkastel-Kues et Trittenheim.
La région viticole est la cinquième d'Allemagne en termes de surface (8,5 %) et de production (7,2 %), mais certains la considèrent comme la première en termes de prestige international. Avec plus de 5 393 hectares, la région est la troisième plus grande région viticole pour le riesling au monde après celle de Roumanie (6 121 ha) et celle du Palatinat rhénan (5 877 ha). La région a produit 544 080 hectolitres de vin en 2017. La région est connue pour les pentes abruptes de ses vignobles surplombant la rivière. Avec 65 degrés, le vignoble le plus pentu du monde est celui de Calmont situé sur la Moselle et appartenant au village de Bremm, d'où son nom de Bremmer Calmont,.
La Moselle est principalement connue pour ses vins issus du cépage riesling (23,2 % du vignoble allemand en 2017), mais le müller-thurgau (12,1 %) et le pinot noir (11,4 %) font également partie des cépages cultivés dans la région. Au cours des deux dernières décennies, la production de vin rouge (+14 399 ha depuis 1995), en particulier de dornfelder (+5 766 ha) et de pinot noir (+4 568 ha), a augmenté dans la Moselle et dans tout le vignoble allemand et suscite un intérêt croissant pour la communauté viticole internationale,. En raison de la position septentrionale de la Moselle, les vins issus du riesling sont souvent légers, avec un taux d'alcool réduit, frais et riches en acidité et présentent souvent des arômes floraux en plus des arômes de fruits. Le sol du vignoble est principalement constitué d'ardoise (Sarre, Ruwer, moyenne et basse Moselle), ce qui donne aux vins un aspect transparent, minéral, qui présentent souvent une grande profondeur de saveur. Le reste du vignoble est composé de calcaire coquillier ou muschelkalk (haute Moselle). À l'ère du changement climatique, un effort particulier a été fait pour améliorer et faire accepter les rieslings complètement secs (trocken), de sorte que la plupart des producteurs les plus célèbres ont trouvé une clientèle pour de tels vins, en particulier en Europe.

## Histoire

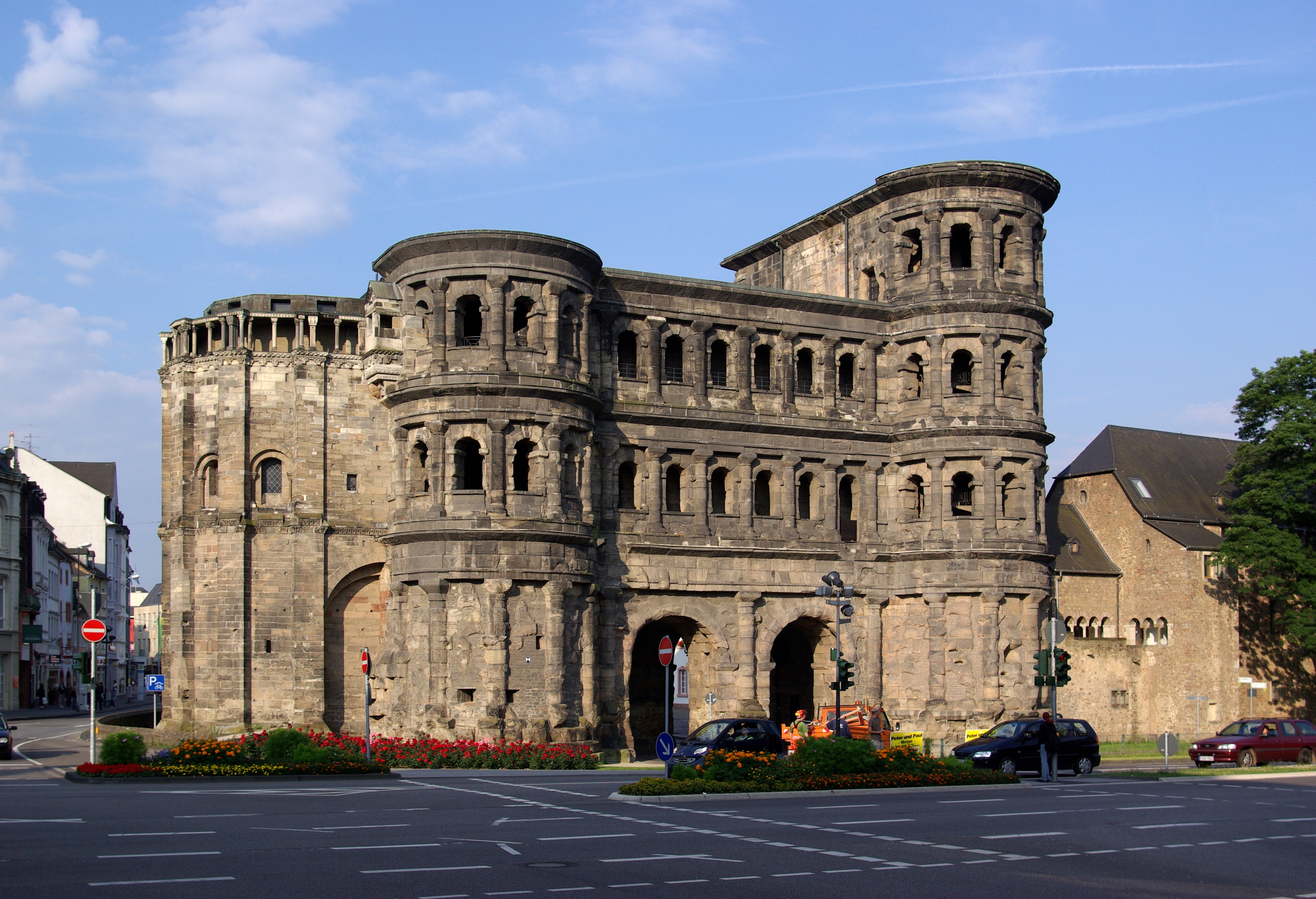
La Porta Nigra romaine était l'une des quatre portes de la ville de Trèves.

On pense que la viticulture est introduite dans cette région par les Romains. Ces derniers plantent des vignes le long de la Moselle et du Rhin afin d'avoir une source locale de vin pour leurs garnisons. Le coût du transport du vin depuis la péninsule Italienne ou à travers les Vosges depuis les vignobles romains de Gaule est très élevé et peu pratique. Les Romains envisagent d'abord de créer un canal entre la Saône et le Rhin avant de décider de planter, plutôt, des vignes dans la région. Trèves (Augusta Treverorum, fondée en 16 av. J.-C.), l'une des plus anciennes villes romaines d'Allemagne, est un important avant-poste romain et il est probable que les premiers vignobles de la Moselle aient été plantés dans les collines environnantes au cours du IIe siècle. Au IVe siècle, la viticulture est certainement florissante dans la région lorsque le poète romain Ausonius écrit un poème sur la beauté de la terre à l'époque de la vendange.
Le vin de la Moselle de l'époque romaine est décrit comme léger et austère. On dit que c'est un vin plus facile à boire que celui des autres régions romaines. En hiver, le vin est chauffé dans une bouilloire et bu comme un thé (une pratique qui est toujours une tradition parmi les ouvriers des vignobles modernes qui boivent ce « vin chaud », souvent avec un peu de sucre ajouté, à la place du café). Le vin issu des millésimes produits les années plus chaudes est plus fruité et doux, la chaleur permettant aux raisins de mieux maturer et de s'enrichir en sucres. Pendant l'automne, le processus de fermentation n'est pas complètement achevé en raison des températures basses, ce qui laisse au vin des niveaux élevés de sucres résiduels.
Au Moyen Âge, des villages axés sur l'industrie viticole commencent à voir le jour dans la région. Ces « villages viticoles », connus sous le nom de Winzerdörfer, comportent des sentiers menant du centre-ville aux vignobles. Au centre du village se trouve la cave à vin communautaire où tous les producteurs de la région peuvent stocker leurs vins. Le plus connu des Winzerdörfer est sans doute le village de Bernkastel qui obtient le statut de ville en 1291. En 1435, le mot rieslingen est mentionné pour la première fois dans une facture du comte Johann IV de Katzenelnbogen, qui construit son dernier château à Rüsselsheim, près de Francfort-sur-le-Main et agrandi le vignoble existant. L'administrateur Klaus Kleinfisch note avoir acheté des vignes à planter de rieslingen pour vingt-deux schillings. Le vendeur est inconnu. Au XVIe siècle, afin de créer un terrain plus propice aux vignobles, les propriétaires utilisent des explosifs pour briser les éperons rocheux verticaux le long des rivières.
Vers la fin du XVIIe siècle, la Moselle est de plus en plus associée avec le vin fait à partir du cépage riesling. L'Abbaye Saint-Maximin de Trèves possède 74 vignobles et, en 1695, elle compte plus de 100 000 ceps de riesling. Aujourd'hui, le vignoble Maximin Grünhaus est considéré comme l'un des meilleurs vignobles de riesling d'Allemagne. Au XVIIIe siècle, le prince-électeur Clément Wenceslas de Saxe ordonne, que, sur une période de sept ans, chaque vigne de la région de la Moselle ne soit que du riesling. L'ascension de la maison de Hanovre en Grande-Bretagne est marquée par une période d'augmentation des exportations de vin de Moselle en Angleterre. Cependant, les vins de Moselle sont principalement consommés à la cour royale et par la noblesse anglaise, ils ne remplacent pas le clairet servi dans les tavernes villageoises.

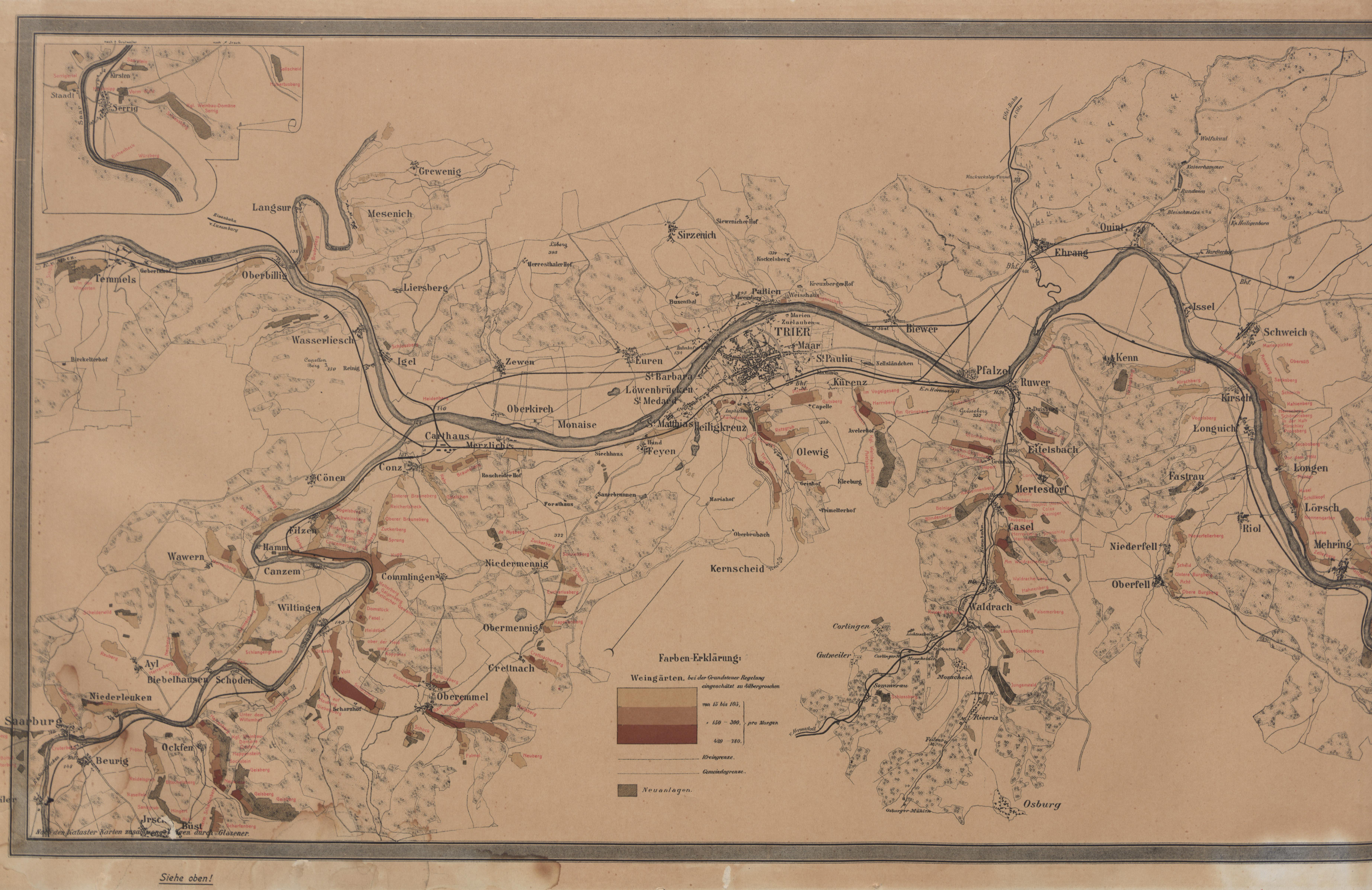
Région viticole du district de Trèves, 1868.

Le XIXe siècle, à partir du millésime historique de 1819, voit une ère de prospérité sans précédent pour l'industrie vinicole de la Moselle sous le régime du Royaume de Prusse. Le reste des années 1820 voit la production de vins remarquables due à des conditions météorologiques exceptionnelles. Pour promouvoir le vin de la région, le gouvernement prussien abaisse les droits de douane sur l'importation des vins de Moselle dans d'autres régions du royaume prussien. L'extension de l'union douanière allemande (Zollverein) profite encore davantage à la Moselle en réduisant les droits de douane sur ses vins exportés dans d'autres régions de la Confédération germanique. À la fin des années 1830 et au début des années 1840, une série de mauvais millésimes dus à une période de mauvaises conditions météorologiques met un frein l'accroissement de la prospérité de la Moselle.

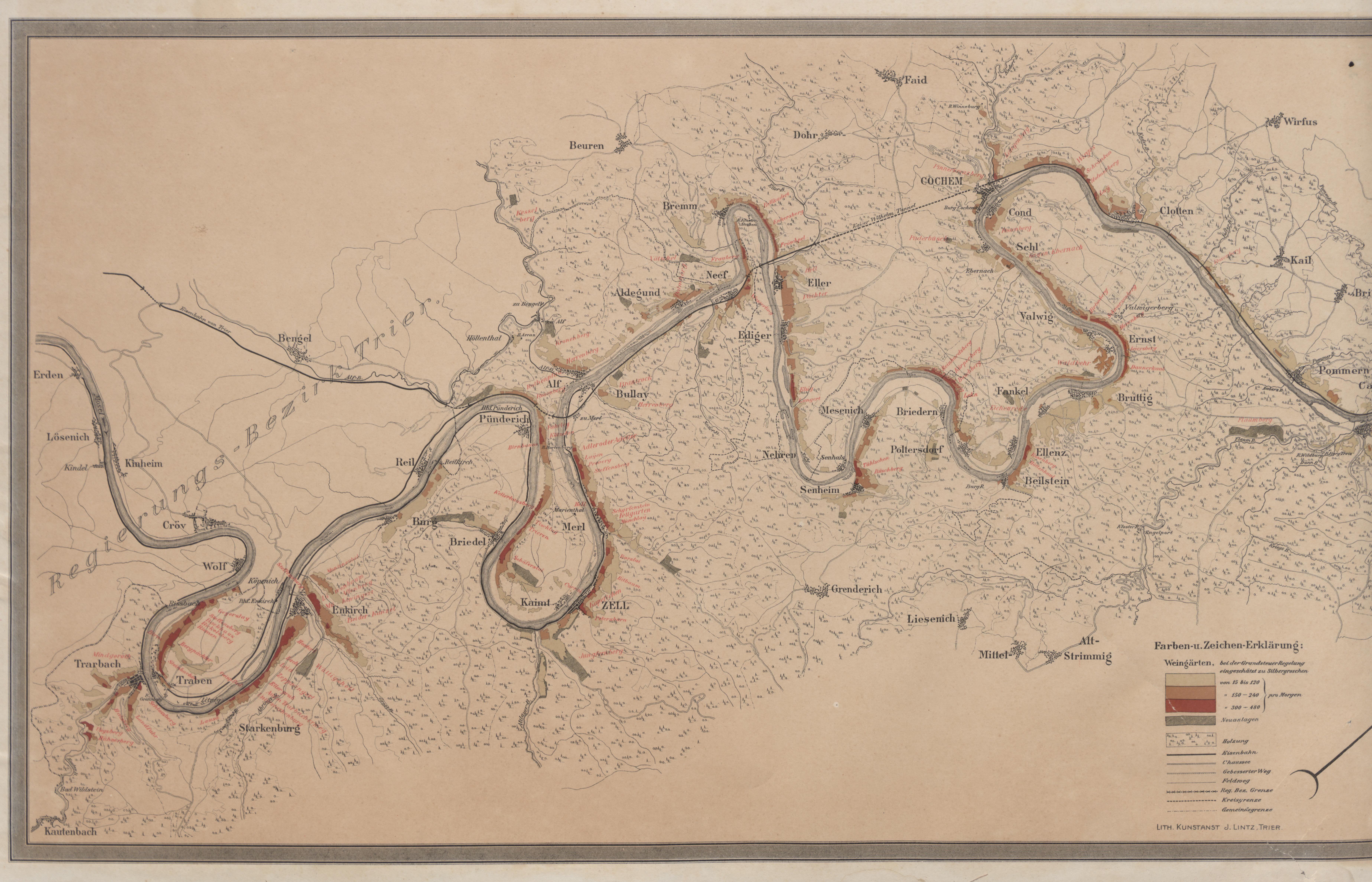
Région viticole du district de Coblence, 1897.

Dans les années 1850, les viticulteurs de la Moselle découvrent les avantages de la chaptalisation pour les millésimes pour lesquels les mauvaises conditions climatiques limitent la formation naturelle de sucre et pour les vins issus de raisins pas assez mûrs. Une autre période de forte expansion survient, quelques décennies plus tard, lorsque le Premier ministre britannique William Ewart Gladstone abaisse les taxes sur les vins légers, ce qui ouvre le marché britannique aux vins à prix réduit de la Moselle. Cette prospérité accrue a pour effet d'encourager nettement la production d'une plus grande quantité au détriment de la qualité. Beaucoup de régions qui ne sont pas idéales pour le riesling sont bientôt plantées en müller-thurgau, plus facile à cultiver, ainsi que d'autres cépages issus de croisements avec le riesling. Au XXe siècle, le goût des Nord-Américains pour les vins doux voit la notoriété du Liebfraumilch, un style de vin blanc allemand mi-doux, et des marques comme Blue Nun, dominer le marché du vin importé allemand. Récemment, la Moselle, ainsi que l'ensemble des acteurs du marché du vin en Allemagne, s'est engagée à renverser la réputation acquise au cours de ces années et à se concentrer sur la qualité des vins secs de la région.
L'appellation « Moselle-Saar-Ruwer » est décrite pour la première fois dans loi sur le vin de 1909. La première étiquette portant l'appellation « Moselle-Saar-Ruwer » sort en 1936. La Confrérie du vin « Moselle-Saar-Ruwer » est créée en 1967. À partir de l'automne 2007, le vin de la région « Moselle-Saar-Ruwer » ne porte plus que l'appellation « Moselle » sur l'étiquette. Le 9 août 2006, le gouvernement fédéral décide de modifier en conséquence la loi sur le vin. À Berlin, Thomas Steg, vice-porte-parole du gouvernement, déclare « C'est le souhait des vignerons de la région ». Le terme « Moselle » est plus convivial, plus facile à retenir et peut mieux s'imposer au niveau international que l'ancienne appellation.

## Climat et géographie

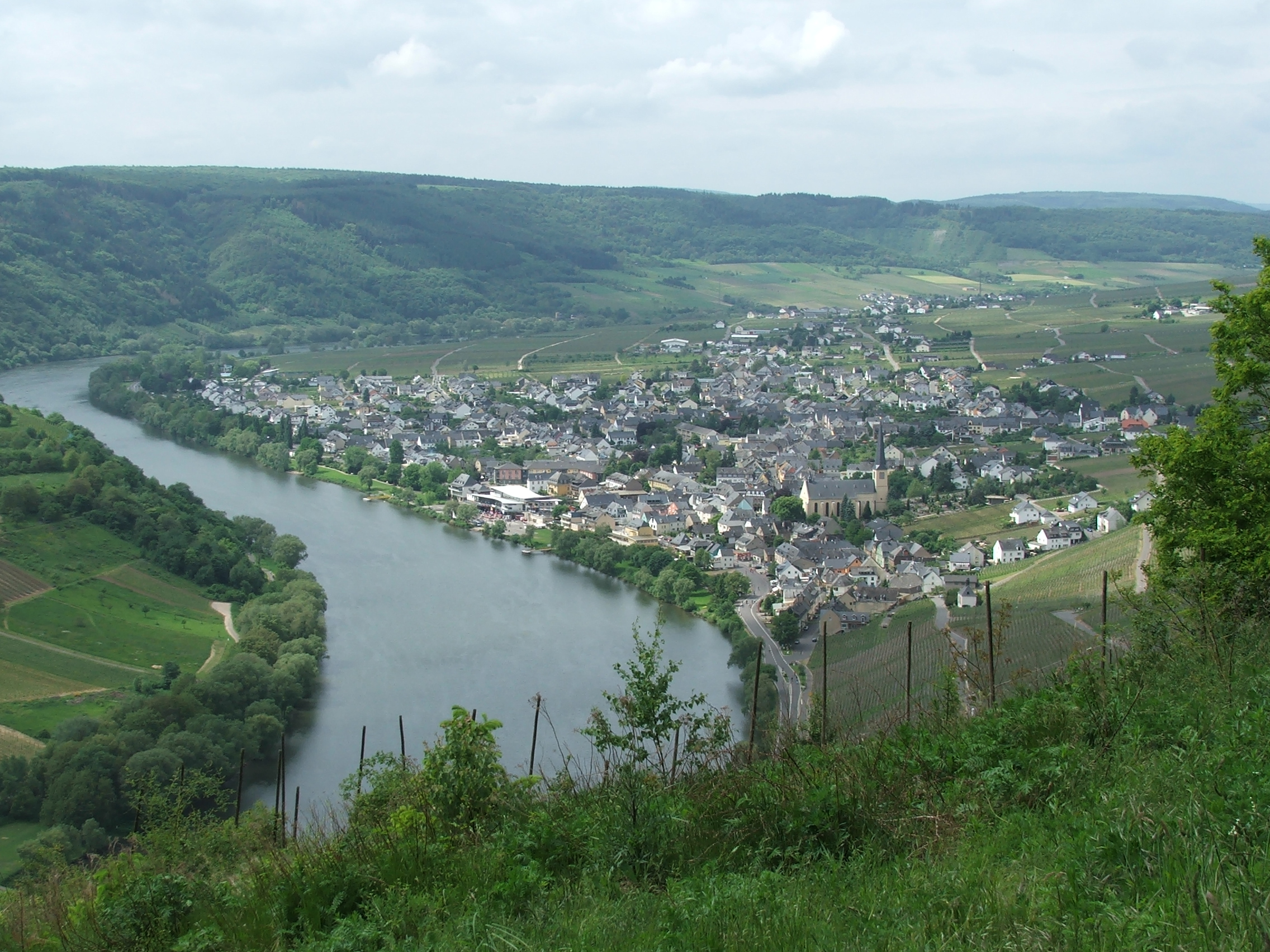
La rivière Moselle près du village de Kröv.

La région viticole de la Moselle possède un climat continental septentrional marqué par des températures fraîches. Les meilleurs vignobles producteurs se situent le long de la Moselle et de son affluent, là où la chaleur du soleil peut être maximisée par la réflexion de l'eau. Les pentes faisant face au sud et au sud-ouest sont encore plus recherchées en raison de l'exposition accrue à la lumière directe du soleil qui contribue à la maturation des raisins. Les sols de la région sont majoritairement constitués d'ardoise poreuse qui permet un drainage idéal pour les régions à fortes précipitations et de bonnes propriétés de rétention de la chaleur. Bon nombre des meilleurs vignobles ne sont pas recouverts de terre arable, mais seulement d'ardoise brisée. Pendant les mois d'été, le temps est chaud mais rarement très chaud, la température moyenne du mois de juillet étant autour de 18 °C.
La Moselle domine la géographie de la région qui est généralement divisée en trois parties principales. La Haute Moselle est la partie la plus méridionale située le plus près de la source de la rivière le long de la frontière française et luxembourgeoise. La région comprend les affluents de la Sarre et de la Ruwer et est centrée sur la ville de Trèves. La Moyenne Moselle ou Mittelmosel est la principale région viticole et comprend les villages de Bernkastel et de Piesport. La Moyenne Moselle commence au village de Zell et s'étend vers le sud jusqu'au nord du village de Schweich. Ici, le sol à base d’ardoise aurait l'un des terroirs les plus reconnaissables. Les vins, notamment le riesling, présentent des notes minérales d'ardoise. La Basse Moselle comprend la région située au sud de la ville de Coblence jusqu'au village d'Alf près de Zell. C'est la région viticole la plus septentrionale de la Moselle et comprend le confluent avec le Rhin.

## Vignobles

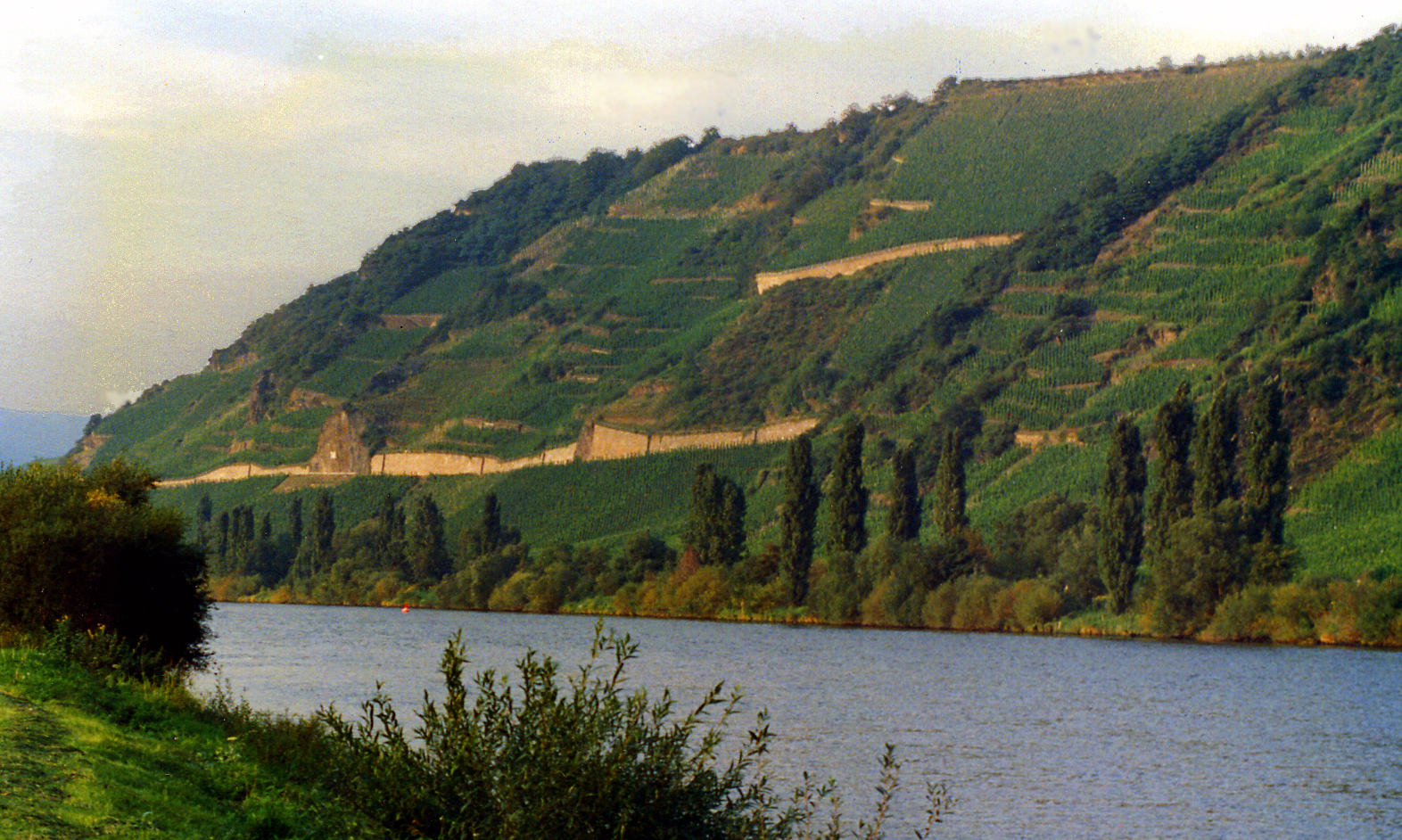
Vignobles en terrasses le long de la rive de la Moselle à Trittenheim.

Les pentes abruptes des rives de la Moselle font que les vignobles de la région comptent parmi les vignobles demandant le plus de travail au monde. La récolte mécanique est impraticable et il faut près de sept fois plus de temps, en équivalents homme-heure, dans la Moselle que sur un terrain plus plat tel que celui du Médoc. Les vignes sont ancrées au sol individuellement à l'aide d'une treille, sans fils les reliant entre elles, de sorte que les ouvriers puissent passer horizontalement à travers la vigne plutôt que verticalement, ce qui serait plus dangereux et fatigant. La sécurité est une priorité pour de nombreux propriétaires de vignobles de Moselle, la région ayant des antécédents documentés d'accidents mortels survenus lors des travaux de vigne. L'un des avantages d'avoir des vignobles escarpés est que l'inclinaison permet un contact plus direct de la lumière du soleil avec les vignes. En hiver, la pluie provoque souvent une érosion du sol, en particulier des morceaux d'ardoise essentiels à la conservation de la chaleur. De nombreux viticulteurs doivent rassembler et remonter tous ces sédiments au printemps.

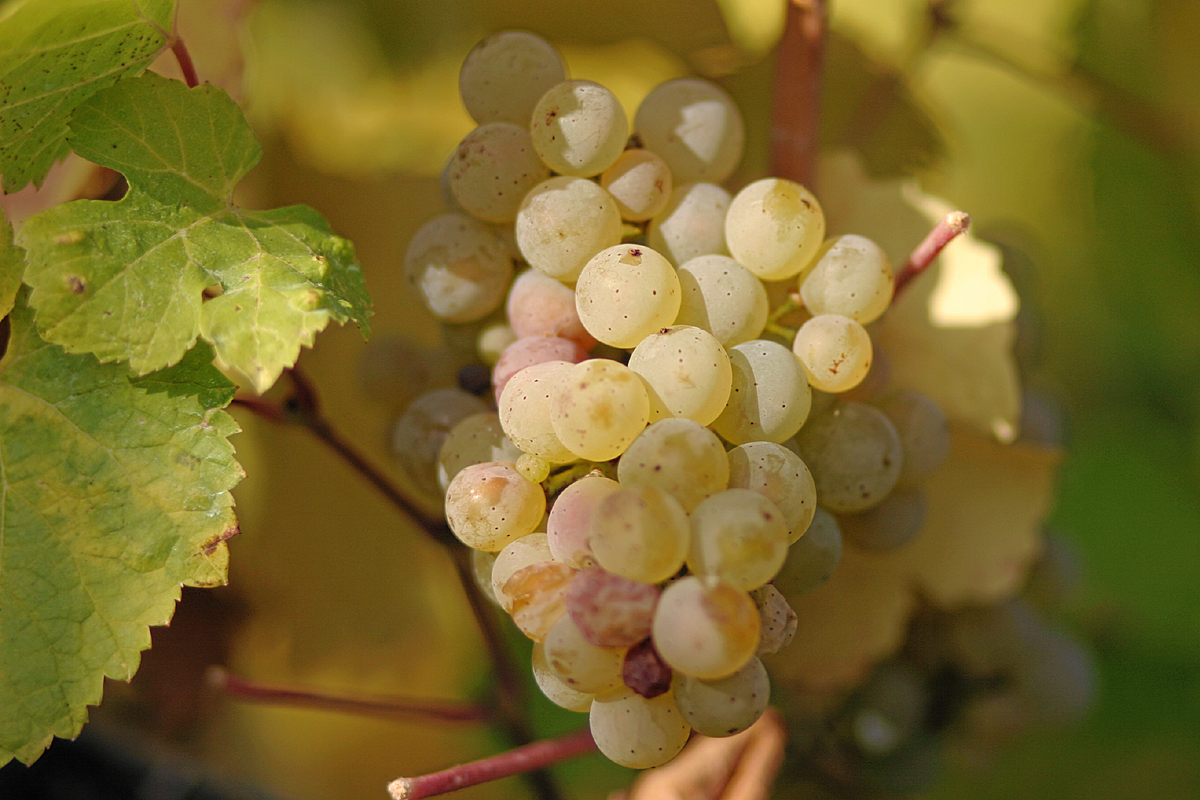
Grappe de riesling.

Le cépage riesling (61,5 % de la superficie cultivée en vignes dans la région en 2017) est largement considéré comme le cépage le plus prestigieux et de la plus haute qualité de la Moselle, mais il ne peut pas être planté sur tous les sites viticoles en raison des difficultés de maturation du raisin dans des climats particulièrement froids. Des facteurs tels que l'altitude, l'exposition et l'ensoleillement peuvent avoir un effet prononcé non seulement sur la qualité du vin qui en résulte, mais également sur le fait que le riesling mûrisse ou non. Une caractéristique positive du riesling est que, malgré une maturité moins parfaite, il peut toujours donner un vin fin et élégant contrairement à la plupart des autres cépages.
À la place du riesling, d'autres cépages, comme le müller-thurgau plus facile à cultiver (11,2 %) et l'elbling (5,6 %), ont été plantés en grande quantité sur les sites qui ne convenaient pas au riesling, et qui dans de nombreux cas avaient déjà été utilisés à d'autres fins agricoles. Une conséquence négative de ces grandes plantations est que le vin produit à partir de ces sites est généralement de qualité inférieure à celle des vins issus de riesling, ce qui a pour effet de tirer vers le bas les prix de tous les vins de Moselle. Alors que les consommateurs profitent de vins de riesling de qualité supérieure, ces derniers sont sous-évalués par rapport à certains des autres grands vins du monde tels les Bordeaux, les Bourgognes et les Californiens, les difficultés économiques créées par les prix bas ont entraîné la faillite de certains des plus petits vignobles de la Moselle.

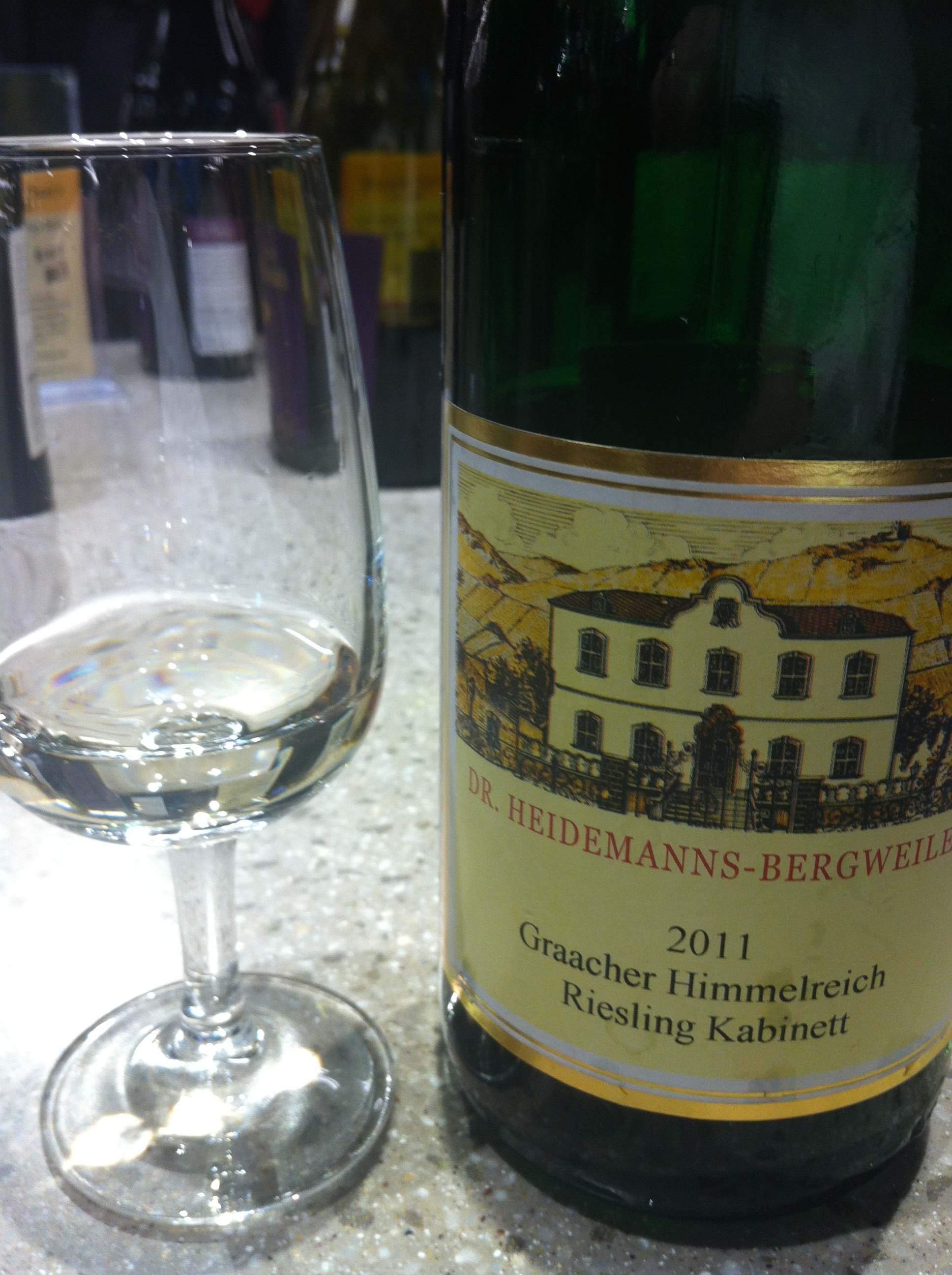
Un riesling du village de Graach.

En 2017, les vignobles de la Moselle couvrent 8 870 ha, ce qui en fait la cinquième plus grande des 13 régions viticoles allemandes. Les cépages blancs couvrent 90,5 % de la surface totale du vignoble. La superficie totale des vignobles est en très légère hausse passant de 8 776 ha en 2013 à 8 870 ha en 2017.
Le pont Hochmosel (en allemand Hochmoselbrücke) est un pont en construction qui, lorsqu'il sera achevé, traversera la vallée de la Moselle entre les villages d'Ürzig et de Zeltingen-Rachtig. Le pont est très décrié pour l'impact visuel qu'il aura, particulièrement au milieu de cette région de vignes très réputées.

## Région viticole
La région viticole de la Moselle comprend six districts (Bereiche) et 19 appellations d'ensemble (Großlagen), ainsi que 524 désignations particulières (Einzellagen). Quatre des six districts sont situés sur la Moselle et un sur chacune des rivières Sarre et Ruwer.
- District Burg Cochem (plus communément appelé Untermosel ou Terrassenmosel), 1 256 ha

Le district de Burg Cochem abrite certains des vignobles les plus escarpés de la Moselle, plantés sur un sol composé d'ardoise bleue du Dévonien, d'ardoise rouge et de quartzite. La plupart des vignobles de la basse Moselle sont en terrasses, ce qui a amené de nombreux producteurs à adopter le nom de Terrassenmosel, qui sonne mieux qu'Untermosel en allemand. Ce district produit une proportion plus élevée de vins secs que le reste de la région. L'un des vignobles les plus connus de ce district est le Juffermauer situé près de Treis-Karden, dont le nom signifie « Mur-vierge » en dialecte franconien local.

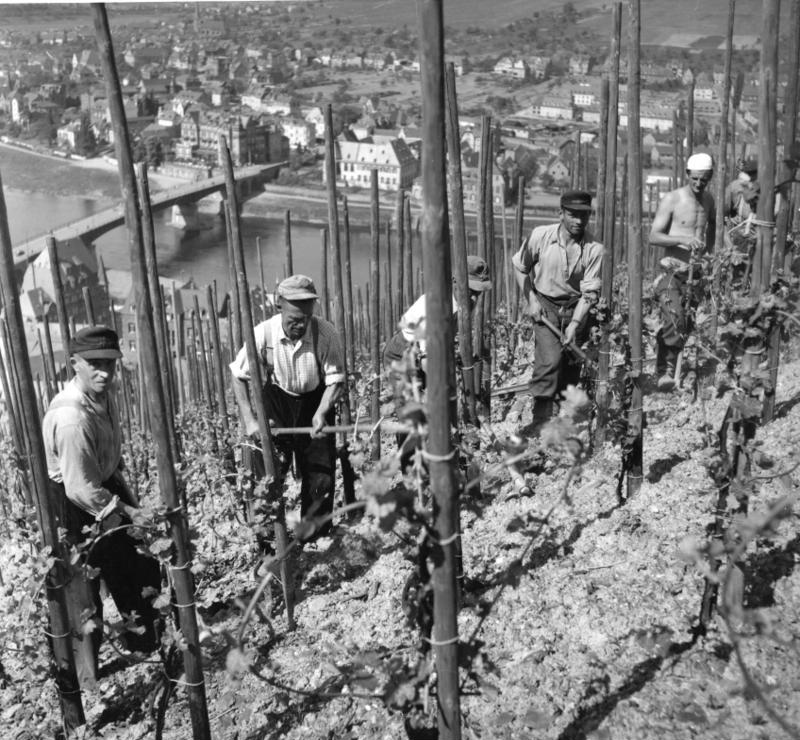
Ouvrier dans la pente abrupte du Doktorberg, district de Bernkastel, mai 1954.

- District Bernkastel (plus communément appelé Mittelmosel), 57 065 ha

C'est le district central de la région. L'un des vignobles les plus remarquables de cette région est le Doctorberg, ses vins sont connus sous le nom de Bernkasteler Doctor. Le vignoble du Doctorberg est considéré comme l'une des terres agricoles la plus chère d'Allemagne. Un récit apocryphe place l'origine du nom du vignoble à la fin du Moyen Âge, lorsqu'un archevêque local est miraculeusement guéri d'une maladie en phase terminale en buvant du vin fabriqué à partir de raisins de ce vignoble.
Parmi les autres vignobles notables du Mittelmosel, on peut citer les vignobles « cadran solaire » (en allemand Sonnenuhr); Brauneberg Juffer-Sonnenuhr, Wehlener Sonnenuhr, Zeltinger Sonnenuhr. Au XIXe siècle, de grands cadrans solaires sont construits dans ces vignobles afin que les travailleurs sachent à quelle heure faire une pause-déjeuner ou la fin de leur journée de travail. Étant donné que ces vignobles sont les plus exposés au soleil, bon nombre des vins produits à partir de ces vignobles sont plus riches et plus corsés que ceux issus d'autres vignobles. Comme pour beaucoup de grands vignobles de Bourgogne, les vignobles « cadran solaire » sont très morcelés avec de multiples propriétaires de parcelles individuelles ou de simples rangées de vigne. Le vignoble de Wehlener Sonnenuhr compte à lui seul plus de 200 propriétaires.

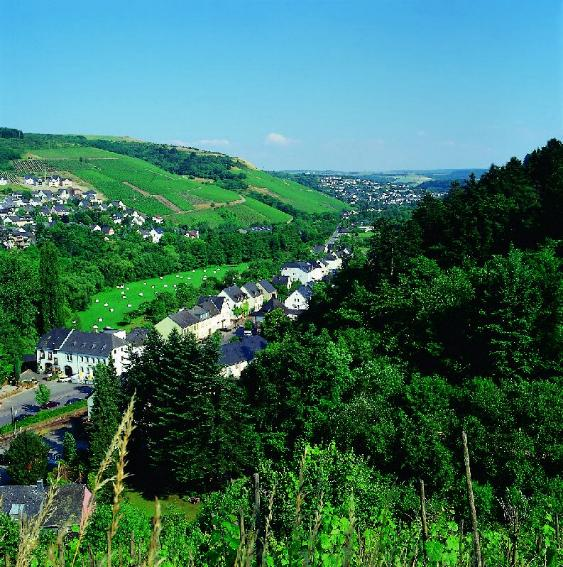
Vallée de la Ruwer.

- District Ruwertal (plus communément appelé Ruwer), 179 ha

Son nom officiel vient de « Ruwer », un estuaire qui se jette dans la Moselle et de « Tal », e mot allemand pour vallée. Situé au sud-est de Trèves, ce district comprend les vignobles autour de Waldrach et de Kasel. La région abrite de nombreux vignobles en monopole. À Mertesdorf, il existe un aqueduc romain souterrain qui relie le vignoble de Grünhaus à la ville de Trèves. La qualité du vin du Ruwertal dépend en particulier de la qualité du millésime, les millésimes issus d'années froides donnent des vins fortement acides et courts en bouche. Ceux issus d'années plus chaudes produisent certaines des expressions les plus délicates et parfumées des vins allemands.
- District Sarre, 773 ha

Comme pour le Ruwertal, le vin de la Sarre, situé le long du cours inférieur de la Sarre, en Rhénanie-Palatinat) est particulièrement dépendant de la qualité générale du millésime, typiquement quatre années seulement sur dix produisent un ensemble valable de vins. Les vins issus de ces bons millésimes sont connus pour leur fraîcheur rappelant celle des pommes et pour leurs notes minérales et aciéreuses. Les millésimes idéaux se récoltent entre la fin octobre et la mi-novembre, période pendant laquelle les raisins peuvent développer suffisamment de sucre pour produire des notes florales et mielleuses.
- District Obermosel, 733 ha

Ce district viticole est composé d'une mince bande de terre le long de la frontière luxembourgeoise. Le district commence juste au nord d'Igel et continue vers le sud jusqu'au village de Palzem où commence le district Moseltor. Elbling, müller-thurgau et auxerrois comptent parmi les cépages les plus cultivés du district.
- District Moseltor, 123 ha

Le district de Moseltor est le district le plus méridional de la région viticole de la Moselle. Il se situe à côté de l'Obermosel le long de la frontière luxembourgeoise. Le cépage elbling y est le plus cultivé, produisant un vin fin et rustique avec une acidité élevée. La production de vin mousseux est en augmentation dans cette région. La raison pour laquelle le Moseltor, avec seulement 123 ha de vignobles, est un Bereich distinct, est que, contrairement aux 99 % restants du vignoble de Moselle, il est situé dans le Land de Sarre, et est donc supervisé par le gouvernement de ce Land. Le district de Moseltor est entièrement situé à l'intérieur des frontières de la commune de Perl.

## Vins

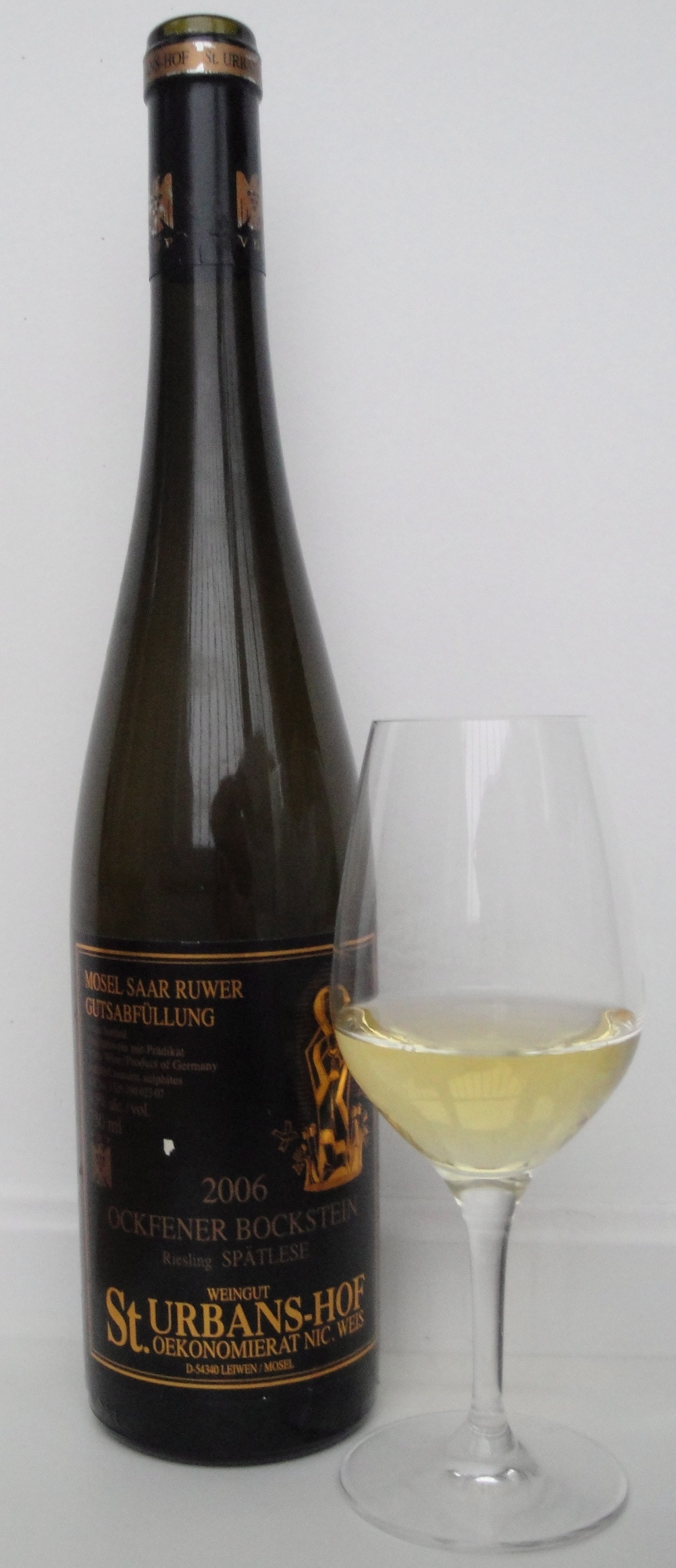
Un vin de la Moselle issu de vendanges tardives.

Les vins de la Haute Moselle, en particulier le long des affluents de la Sarre et de la Ruwer, se caractérisent par leur faible degré d'alcool, compris entre 6 % et 9 %, avec des notes fruitées intenses et une acidité élevée. Un obscur poète local les a autrefois désigné comme Sonnenfeuer, Sternengold, Kühlen Mondlichtschein - Le feu du soleil, l'or des étoiles et le froid du clair de lune. Les vins de la Moyenne Moselle sont considérés comme les vins allemands parmi les plus aboutis, certains pouvant vieillir harmonieusement pendant 50 à 100 ans. Les rieslings de la Moselle s'appuient sur une forte présence d'acide tartrique pour contrebalancer le sucre du raisin et aider à faire ressortir les notes fruitées. Une caractéristique de tous les vins de Moselle est leur acidité normalement élevée et leur transparence qui permet de définir clairement tous ses arômes. Les vins de la région de la Moselle sont traditionnellement embouteillés dans une longue bouteille de couleur verte et de style « flûte ». Historiquement, la couleur verte distinguait les vins de Moselle des bouteilles brunes du Rheinhessen.
Le cépage müller-thurgau représente plus de 10 % de la production de vin de la Moselle. Ces vins sont généralement utilisées pour le vin de consommation courante ou pour le vin doux. Le cépage elbling représente un peu plus de 5 % de la production de la région et est souvent utilisé comme alternative à faible coût au riesling pour la production de mousseux de type Sekt. La Moselle est également bien connue pour sa production d'Eiswein, vins alliant la haute acidité caractéristique des vins de la région et la douceur produite par la concentration des sucres dans les raisins congelés.

## Cépages
Principaux cépages cultivés dans la région viticole de Moselle :
| Cépages les plus cultivés en Moselle (date 2022) | Cépages les plus cultivés en Moselle (date 2022) | Cépages les plus cultivés en Moselle (date 2022) | Cépages les plus cultivés en Moselle (date 2022) | Cépages les plus cultivés en Moselle (date 2022) |
| Cépage                                           | Couleur                                          | Synonyme                                         | (%)                                              | Surface (ha)                                     |
| ------------------------------------------------ | ------------------------------------------------ | ------------------------------------------------ | ------------------------------------------------ | ------------------------------------------------ |
| 1. Riesling                                      | blanc                                            |                                                  | 63,3                                             | 5,348                                            |
| 2. Müller-Thurgau                                | weiß                                             | Rivaner                                          | 9,0                                              | 761                                              |
| 3. Elbling                                       | blanc                                            |                                                  | 5,3                                              | 438                                              |
| 4. Spätburgunder                                 | noir                                             | Pinot noir                                       | 4,9                                              | 417                                              |
| 5. Weißer Burgunder                              | blanc                                            | Klevner, Pinot blanc                             | 4,2                                              | 357                                              |
| 6. Dornfelder                                    | noir                                             |                                                  | 2,9                                              | 247                                              |
| 7. Kerner                                        | blanc                                            |                                                  | 1,9                                              | 162                                              |
| 8. Chardonnay                                    | blanc                                            |                                                  | 1,1                                              | 91                                               |

Source : Mosel Faszination Wein.

## Associations

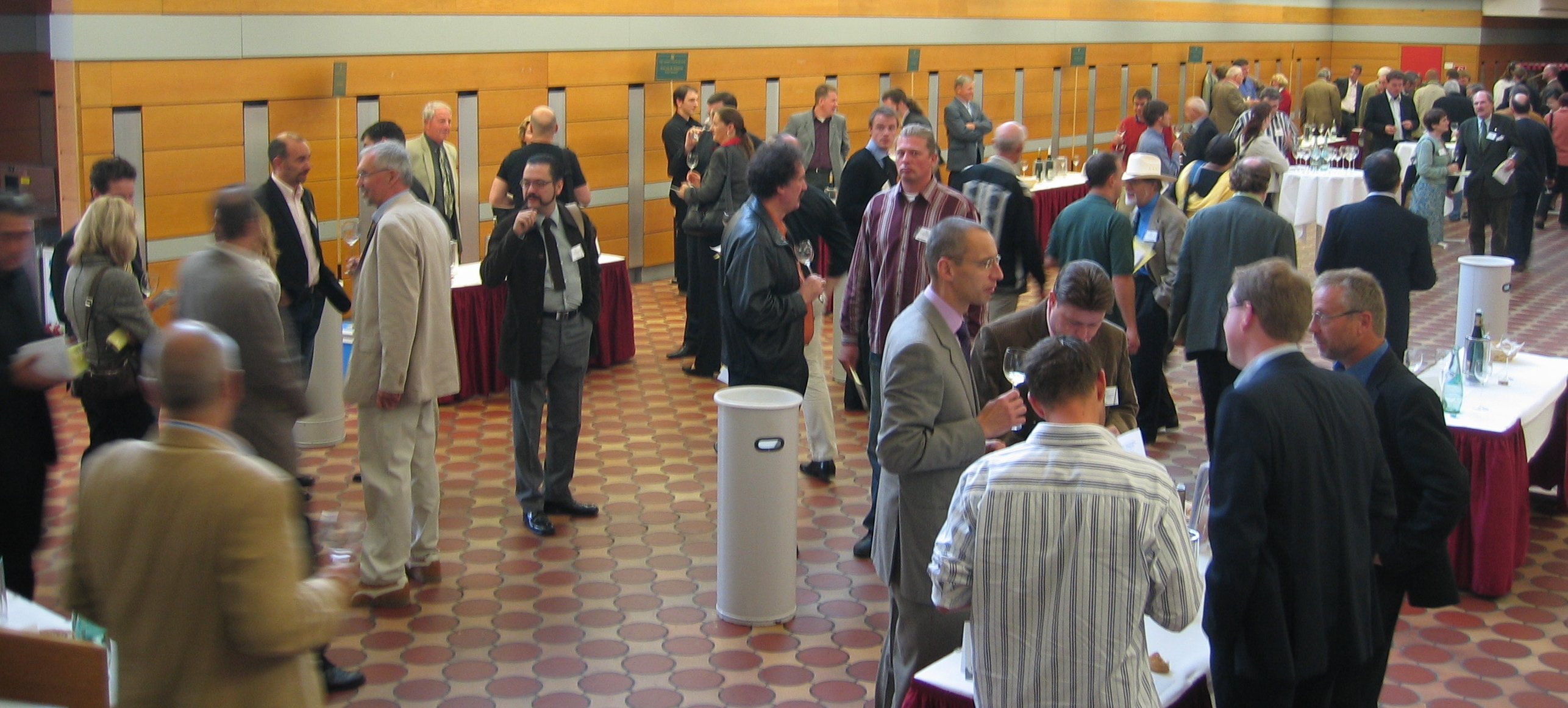
Dégustation préalable à la vente aux enchères du VDP Grosser Ring 2007 à l'Europahalle, à Trèves, en Allemagne.

Il existe deux grandes associations de viticulteurs dans la région de Moselle, le Grand Cercle (Großer Ring), qui est une section régionale du VDP, et le Cercle Bernkasteler (Bernkasteler Ring). Ils organisent tous les deux une vente aux enchères annuelle, en septembre, des meilleurs vins sélectionnés par un comité de dégustation de la société de vente aux enchères. Ces vins doivent répondre à plusieurs critères contraignants : par exemple, a récolte doit être manuelle et le rendement ne doit pas dépasser 50 hL/ha.

## Reine du vin

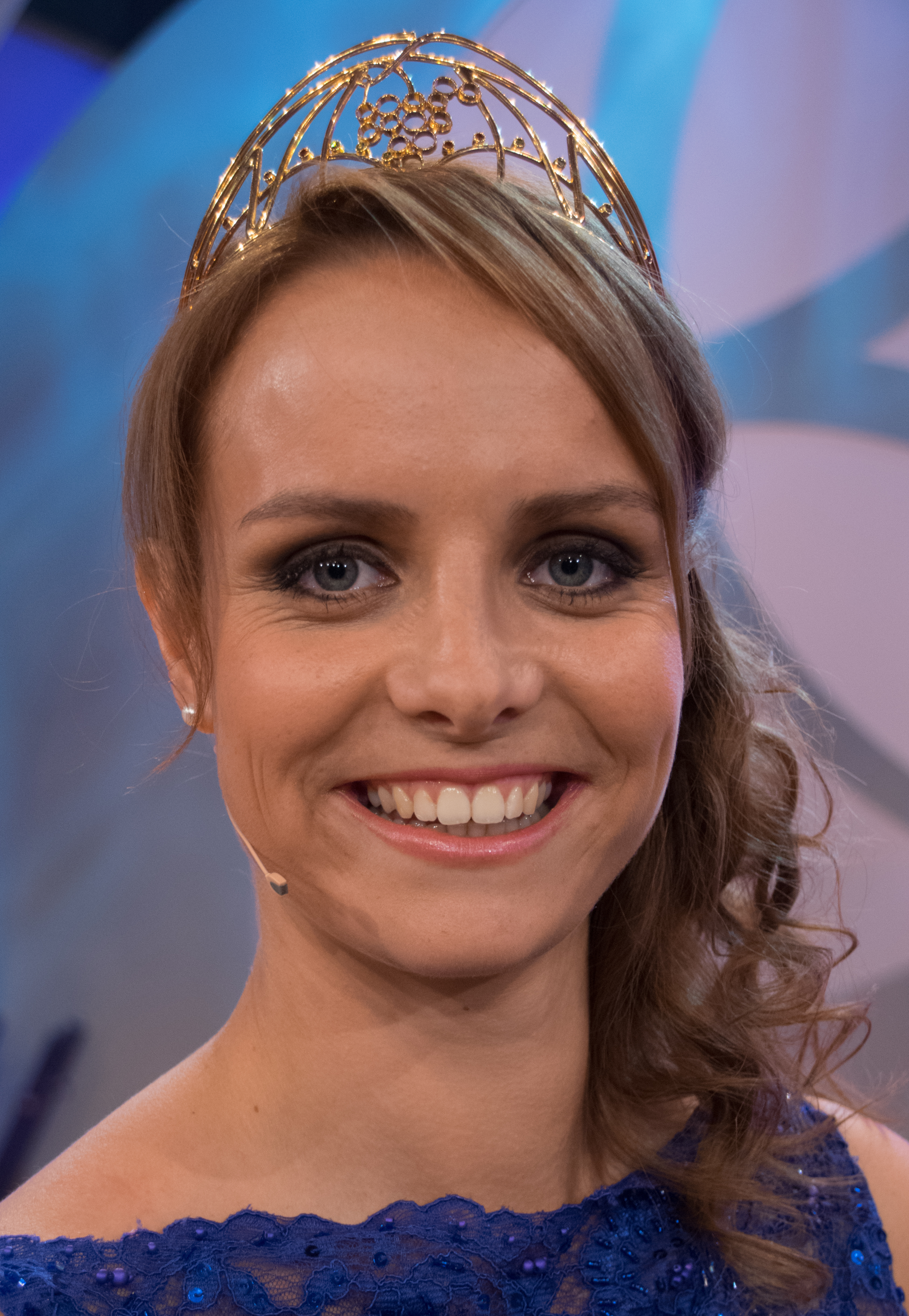
Lena Endesfelder, Reine du vin de Moselle 2015/2016 et Reine du vin allemand 2016/2017.

La Reine du vin de Moselle (Mosel-Weinkönigin, Mosel-Saar-Ruwer-Weinkönigin jusqu'en 2006) est, depuis 1949, la représentante, élue chaque année, de la région viticole de la Moselle. L'année suivant son élection, elle a l'occasion de participer à l'élection de la Reine du vin allemand (Deutsche Weinkönigin).
Depuis que la dénomination « Moselle » a remplacé celle de « Moselle-Saar-Ruwer », il existe également une Reine du vin de la région Saar-Obermosel.

### Videos
- [vidéo] « La Moselle » sur Arte, 30 août 2013, 27 min.